# Faimalaga Luka
Faimalaga Luka (Tuvalu, 1940. április 15. - Fidzsi-szigetek, 2005. augusztus 19.) Tuvalu főkormányzója és hatodik miniszterelnöke volt.
Műsorvezető és politikus volt. 1994 és 1996 között egészségügyi miniszter, 2001 februárjától decemberéig miniszterelnök volt. Ekkor bizalmatlansági szavazást tartottak a parlamentben, amit elvesztett. 2003 szeptemberében főkormányzóvá nevezték ki. 2005 áprilisában, 65. születésnapját követően nyugdíjba vonult. Főkormányzóként Filoimea Telito követte. Tuvaluban, a legtöbb országgal ellentétben a képviselőség után is jár nyugdíj. A Radio Tuvalu jelentése szerint 2005. augusztus 19-én a Fidzsi-szigeteken egy gyógykezelés alatt meghalt.